# Часовня-усыпальница семьи Кленце
Часовня-усыпальница семьи Кленце — часовня в Могилёве, расположенная у западной границы Успенского кладбища.

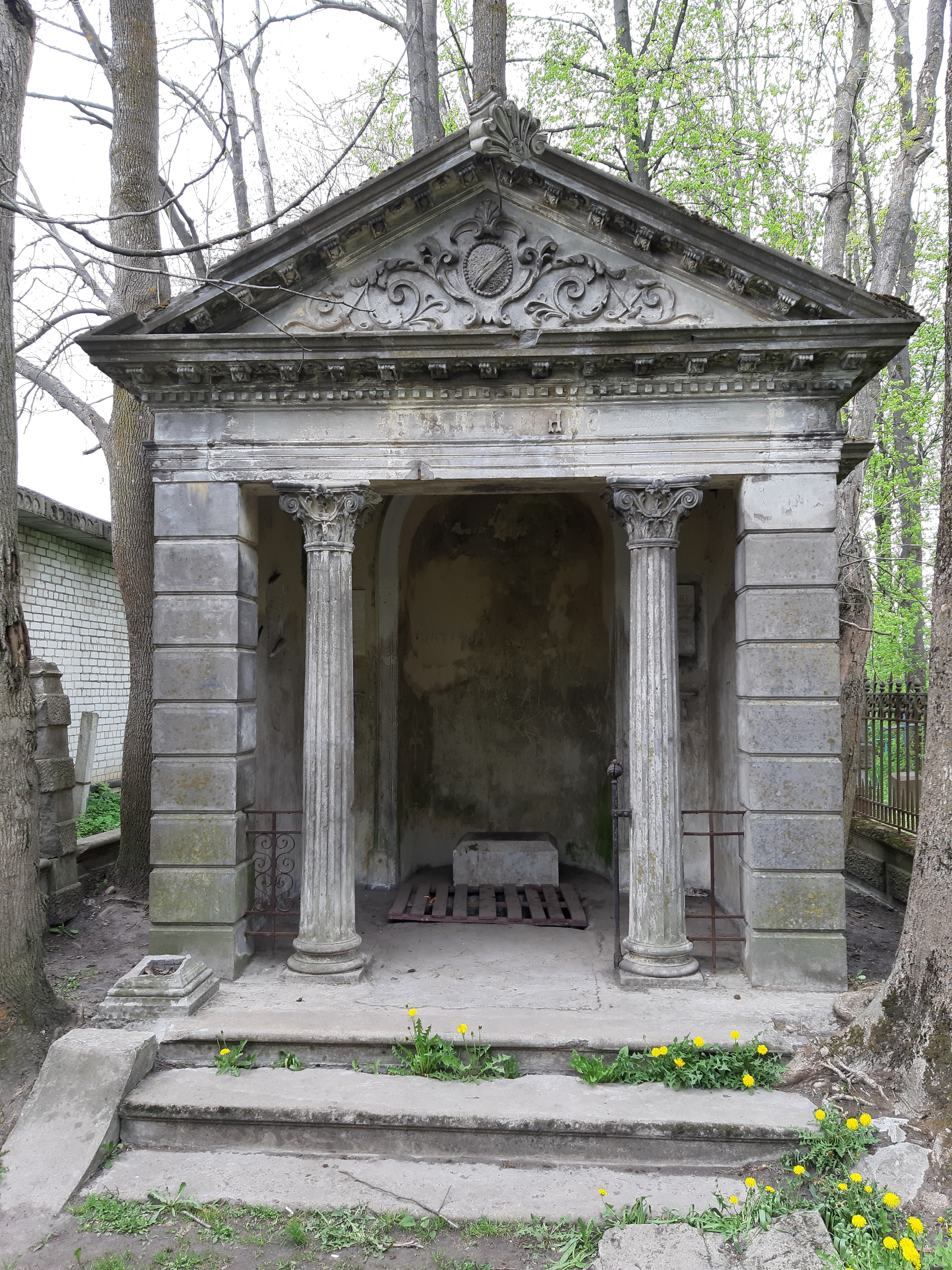
Главный фасад

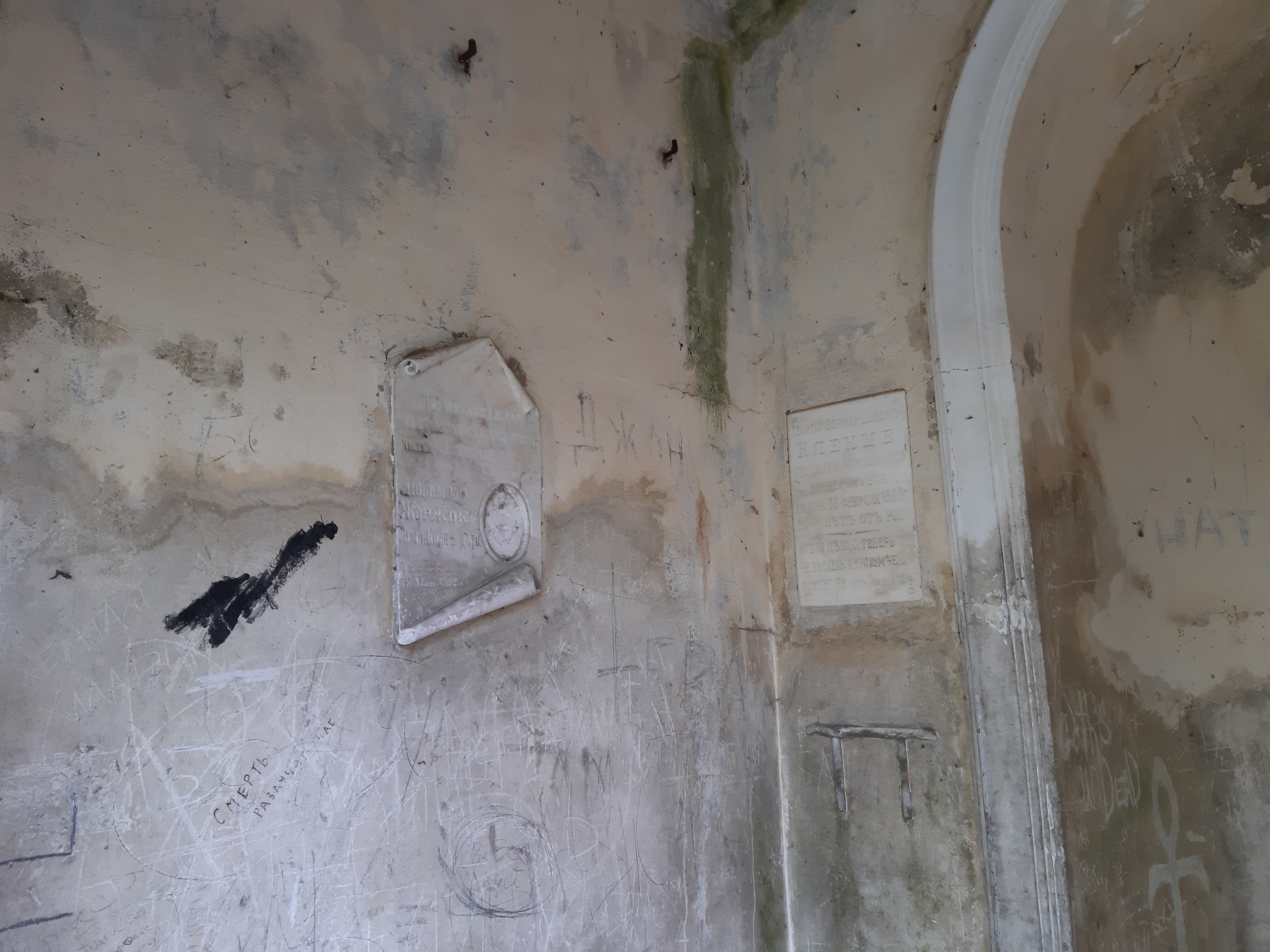
Внутреннее пространство с эпитафиями

Выполнена в виде богато украшенного храма в антах в стиле неоклассицизма, обнесенного оградой с коваными решетками. Захоронение датируется 1909 годом. Склеп занимает площадь примерно три на три метра, высота 2,5 метра. В гробнице хорошо сохранились крепления для ворот .

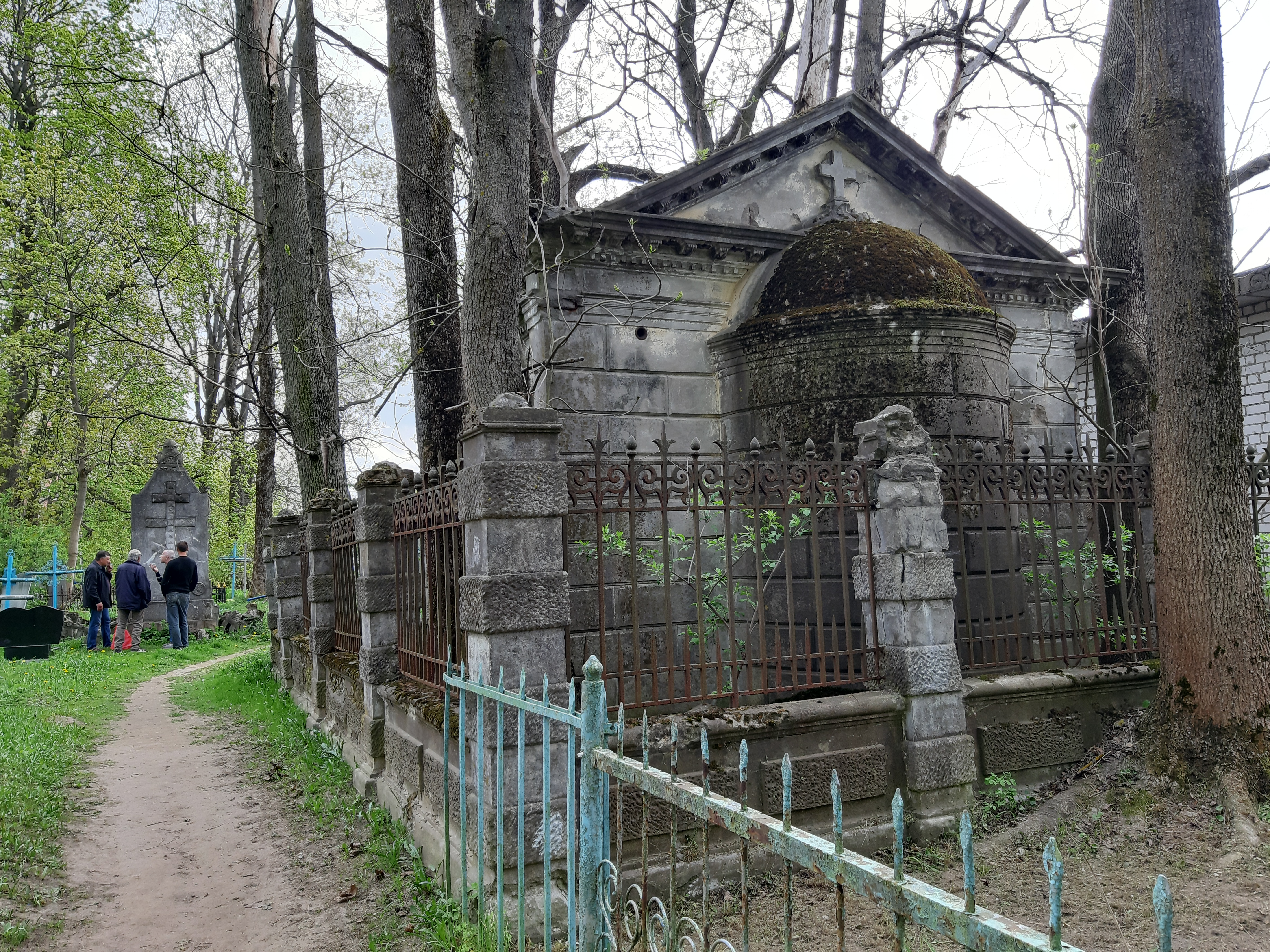
Задний фасад

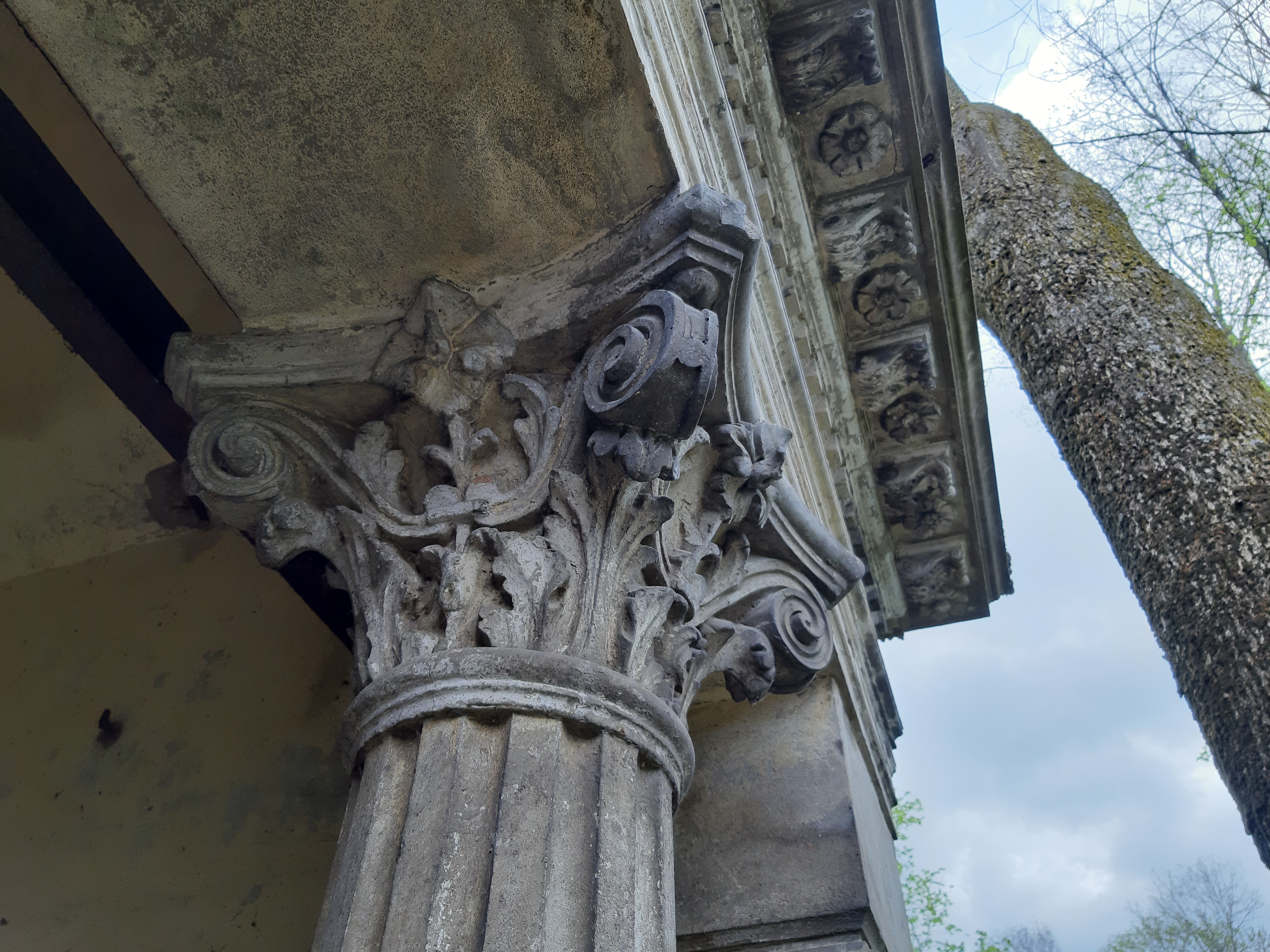
Капитель

На боковой стене часовни помещена эпитафия :
Оригинальный текст (рус.)Дни твоей жизни падали в вечность, как розовые лепестки чистые и благоуханные.
Любимому Жоржику. Лёля, Коля и дети. Тифлис. 15 мая 1909 г.

На другой стене две мемориальные доски. На первой имя Георгия Бернардовича Кленце, более серьезно записана:

Оригинальный текст (рус.)Георгий Бернардович Кленце
Студент Московского университета
сконч. 16 февраля 1809 года
23-х лет от роду

«Что Я делаю теперь, ты не знаешь, а уразумеешь после» Ев. от Иоанна 13:7

Вторая доска посвящена Софье Матвеевне Кленце :

Оригинальный текст (рус.)Софья Матвеевна Кленце
Урожд. Струпинская
род. 22 февраля 1853 г.
сконч. 20 февраля 1918 г.

Блаженны чистые сердцем, ибо они Бога узрят.
Ев. от Матфея 5:8.